# Ulrich-von-Hutten-Gymnasium (Berlin)
Das Ulrich-von-Hutten-Gymnasium ist ein Gymnasium im Berliner Ortsteil Lichtenrade. Die Schule ist nach dem Humanisten Ulrich von Hutten benannt.

## Geschichte

### Gründung und erste Jahre
Auf Initiative Lichtenrader Bürger erteilte die Königliche Regierung in Potsdam am 18. März 1907 die Genehmigung zur Errichtung einer Privatschule. Die Schule stand unter der Verwaltung des Grundbesitzervereins Lichtenrade, bis die Gemeinde zum 1. April 1911 die Verwaltung übernahm. Zu diesem Zeitpunkt wurde die Schule in Höhere Knaben- und Mädchenschule umbenannt. Anfangs war der Unterricht für Jungen und Mädchen gemeinsam. Ab 1912 wurde der Unterricht ab der dritten Klasse getrennt nach Geschlecht gehalten. 1921 zog die Schule in ein Gebäude in der Rehagener Straße (damals: Moltkestraße), das 1927 erweitert wurde. Ab 1927 wurde die Schule zum Reformrealgymnasium und das erste Abitur fand 1929 mit 15 Schülern und fünf Schülerinnen statt.

### Nationalsozialismus
Nach der „Machtergreifung“ durch die Nationalsozialisten musste der Schulleiter Dr. Feigel am 8. Mai 1933 sein Amt niederlegen, da er sich weigerte, in die NSDAP einzutreten. Die Schule wurde 1937 in Ulrich-von-Hutten-Schule umbenannt. Bei Kriegsbeginn am 1. September 1939 wurden alle Schulen Berlins vorläufig geschlossen und die Schule wurde als Reservelazarett designiert. Der Unterricht fand stattdessen in der Gertrud-Stauffacher-Schule (heute: Johanna-Eck-Schule) statt. Ab November 1940 wurden die Kinder der Klassen 1-4 im Zuge der Kinderlandverschickung (KLV) in die Ordensburg Krössinsee verlegt, wo neun Lehrer der Schule sie weiter unterrichteten. Im August 1942 wurden sie weiter auf das KLV-Lager Lohme auf Rügen verlegt, wo sie bis zur Auflösung am 1. Mai 1943 unterrichtet wurden. Verbleibende Schüler wurden in einer Sammelschule in Zossen unterrichtet. Ab April 1945 fand der behelfsmäßige Unterricht in der Villa des vormaligen Schulleiters Feigel und im katholischen Gemeindesaal statt. Mit dem Einmarsch der Russen kam der Unterricht für kurze Zeit völlig zum Erliegen.

### Wiederaufbau und Teilung
Unmittelbar nach Kriegsende kehrte Feigel als Schulleiter zurück. Der Unterricht fand zuerst in seinem Garten, dann in einer alten Holzbaracke statt. Das Schulgebäude wurde von den Russen als Militärlazarett genutzt, bis Lichtenrade Teil vom Amerikanischen Sektor wurde. Da das Schulgebäude stark beschädigt war, fand der Unterricht bis 1951 in Schichten statt. 1954 war das Gebäude wieder hergestellt. Die DDR verbot ihren Bürgern den Besuch West-Berliner Schulen. Da rund 40 % der Schüler aus dem Umland kamen, ging die Schülerzahl massiv zurück.

### Wachstum und Teilung
Nach dem Bau der Mauer ging die Schülerzahl weiter zurück. Der Bau von Hochhaussiedlungen sorgte wieder für Wachstum, sodass Überlegungen, die Schule mit der Eckener-Schule in Mariendorf zusammenzulegen, nicht verwirklicht wurden. Als weitere Klassenräume benötigt wurden, wurden auf einem Sportplatz gegenüber vom Schulgelände Pavillons aufgestellt. Diese sind inzwischen saniert und Teil der Käthe-Kollwitz-Grundschule. Auch das Raumproblem, das sich wie ein roter Faden durch die Geschichte dieser Schule zieht, war wieder ein großes Thema. Als die Carl-Zeiss-Realschule 1974 in ihr neues Gebäude an der Barnetstraße einzog, erhielt die Schule deren Gebäude am Lichtenrader Damm als Filiale. Wegen der Distanz zwischen den beiden Teilen der Schule stellte das Kollegium 1975 den Antrag, die Schule zu teilen, der 1976 genehmigt wurde. Das jetzige Georg-Büchner-Gymnasium entstand aus der Teilung und erhielt den Standort am Lichtenrader Damm.

### Umbau
1986 begann die Planung für eine Erweiterung der Schule und startete 1994 mit den Bauarbeiten. Die alte Mädchenturnhalle sowie ein Teil des Haupthauses wurden abgerissen und der Unterricht musste auf andere Gebäude verlegt werden. Erst im Jahr 2000 waren die Bauarbeiten im Wesentlichen abgeschlossen.

### Schülerzahlen
| Schülerzahlen | Schülerzahlen | Schülerzahlen | Schülerzahlen | Schülerzahlen |
| --- | ------------- | ------------- | ------------- | ------------- |
| Schuljahr |               |               |               | Schüler       |
| 1907 | 1907          |               | 10            | 10            |
| 1909 | 1909          |               | 44            | 44            |
| 1910 | 1910          |               | 74            | 74            |
| 1911 | 1911          |               | 95            | 95            |
| 1914 | 1914          |               | 195           | 195           |
| 1925/26 | 1925/26       |               | 250           | 250           |
| Jun 45 | Jun 45        |               | 150           | 150           |
| Aug 45 | Aug 45        |               | 500           | 500           |
| Okt 45 | Okt 45        |               | 746           | 746           |
| Dez 45 | Dez 45        |               | 762           | 762           |
| 1946/47 | 1946/47       |               | 904           | 904           |
| 1947/48 | 1947/48       |               | 979           | 979           |
| 1950/51 | 1950/51       |               | 824           | 824           |
| 1951/52 | 1951/52       |               | 538           | 538           |
| 1955/56 | 1955/56       |               | 424           | 424           |
| 1958/59 | 1958/59       |               | 339           | 339           |
| 1959/60 | 1959/60       |               | 311           | 311           |
| 1962/63 | 1962/63       |               | 298           | 298           |
| 1964/65 | 1964/65       |               | 314           | 314           |
| 1966/67 | 1966/67       |               | 409           | 409           |
| 1968/69 | 1968/69       |               | 436           | 436           |
| 1970/71 | 1970/71       |               | 512           | 512           |
| 1972/73 | 1972/73       |               | 631           | 631           |
| 1973/74 | 1973/74       |               | 803           | 803           |
| 1974/75 | 1974/75       |               | 941           | 941           |
| 1975/76 | 1975/76       |               | 1.054         | 1.054         |
| 1976/77 | 1976/77       |               | 629           | 629           |
| 1979/80 | 1979/80       |               | 750           | 750           |
| 1981/82 | 1981/82       |               | 823           | 823           |
| 1982/83 | 1982/83       |               | 823           | 823           |
| 1985/86 | 1985/86       |               | 803           | 803           |
| 1987/88 | 1987/88       |               | 700           | 700           |
| 1989/90 | 1989/90       |               | 602           | 602           |
| 1991/92 | 1991/92       |               | 566           | 566           |
| 1993/94 | 1993/94       |               | 652           | 652           |
| 1995/96 | 1995/96       |               | 698           | 698           |
| 1997/98 | 1997/98       |               | 624           | 624           |
| 2000/01 | 2000/01       |               | 636           | 636           |
| 2002/03 | 2002/03       |               | 656           | 656           |
| 2005/06 | 2005/06       |               | 795           | 795           |
| 2007/08 | 2007/08       |               | 824           | 824           |
| 2012/13 | 2012/13       |               | 805           | 805           |
| 2013/14 | 2013/14       |               | 812           | 812           |
| 2014/15 | 2014/15       |               | 821           | 821           |
| 2015/16 | 2015/16       |               | 808           | 808           |
| 2016/17 | 2016/17       |               | 814           | 814           |
| 2017/18 | 2017/18       |               | 775           | 775           |
| 2018/19 | 2018/19       |               | 773           | 773           |
| 2019/20 | 2019/20       |               | 759           | 759           |
| 2020/21 | 2020/21       |               | 789           | 789           |
| 2021/22 | 2021/22       |               | 826           | 826           |
| 2022/23 | 2022/23       |               | 860           | 860           |
| 2023/24 | 2023/24       |               | 837           | 837           |
| Datenquelle: Festzeitschrift zur 100-Jahr-Feier der Ulrich-von-Hutten-Oberschule, Gymnasium im September 2007 Senatsverwaltung für Bildung, Jugend und Familie |               |               |               |               |

## Persönlichkeiten

### Schulleiter
- 1907–1912: Emil Kuchenbecker
- 1912–1922: Waterstradt
- 1922–1933: Theodor Feigel
- 1933: 00000Winzer
- 1933–1936: Köditz
- 1936–1944: Gehrmann
- 1945–1948: Theodor Feigel
- 1948–1954: Paul Schuckelt
- 1954–1960: Heinz Schilling
- 1960–1966: Rudolf Calsow
- 1966–1976: Segner
- 1976–2000: Klaus Podlowski
- 2001–?: 000Thomas Hungs
- seit ?:00000Gudrun Meyenberg

### Bekannte Schüler
- Lothar Loewe (1929–2010), Journalist
- Dietrich Kötzsche (1930–2008), Kunsthistoriker, Abitur 1949
- Wolfgang Petrick (* 1939), Maler und Grafiker
- Detlef Orwat (1950–2020), Biologe und Politiker
- Klaus Wowereit (* 1953), Politiker und Regierender Bürgermeister von Berlin (2001–2014), Abitur 1973
- Jan-Marco Luczak (* 1975), Politiker, Abitur 1995
- Bushido (* 1978), Rapper, Gymnasium abgebrochen nach einem Halbjahr
- Janna Falkenstein (* 1981), Journalistin und Moderatorin, Abitur 2000
- Melody Haase (* 1994), deutsche Reality Darstellerin und Sängerin

### Bekannte Lehrer
- Jonas Torsten Krüger, Jugendbuch-, Krimi- und Fantasyschriftsteller